# Epiphyllum
Genre
Classification phylogénétique
Epiphyllum est un genre botanique d'espèces de plantes épiphytes faisant partie de la famille des Cactaceae, les cactus, originaire d'Amérique centrale. 

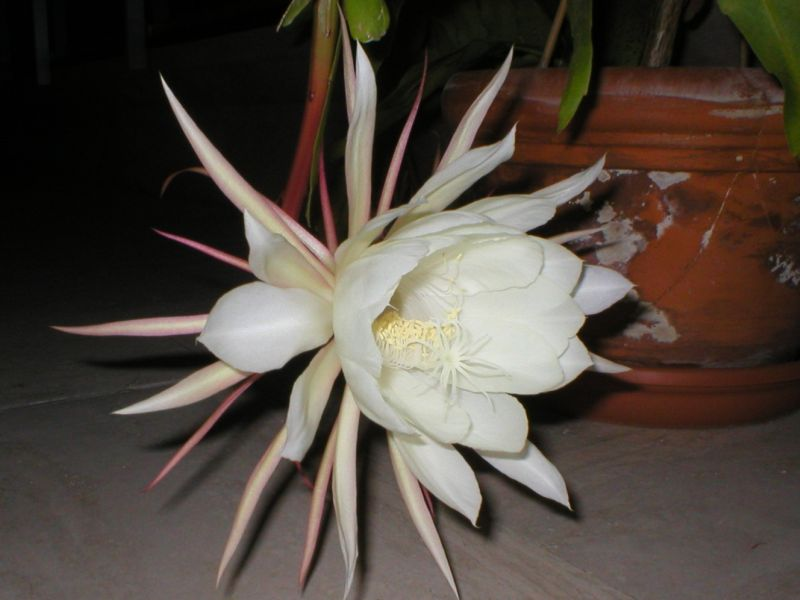
Epiphyllum oxypetalum, lors d'une rare ouverture (sur la Côte d'Azur).

Il est aussi appelé Epicactus (Epiphyllum hybride) ou Cactus orchidée (Epiphyllum crenatum) ou Cactus à feuilles, bien que ce dernier appartienne au genre Pereskia. Le cactus de Noël (Schlumbergera) est parfois appelé, à tort, Epiphyllum.

## Description
Les « feuilles », qui sont en réalité les articles (cladode/phylloclade) de l'équivalent d'un cactus (voir Morphologie des Cactacées) sont larges et très plates, ont de un à cinq cm de largeur, de trois à cinq mm d'épaisseur, et ont généralement des bords lobés. 
Les fleurs sont larges, d'un diamètre de huit à seize cm, et ont de nombreux pétales, de couleur blanche à rouge. 
Le fruit est comestible, très proche du fruit du pitaya appartenant au genre parent Hylocereus, bien que moins gros, et long de trois à quatre cm seulement. 

Le fruit produit de petites graines dont on a montré qu'elles sont capables de viviparité ; c'est-à-dire que la graine peut germer très précocement, alors qu'elle est encore dans le fruit accroché à la plante-mère. C'est un cas extrême de semences dites récalcitrante qu'on connaissait déjà chez le palétuvier, et qu'on a ensuite également démontré chez une autre cactée épiphyte (également cultivées ; Rhipsalis pilocarpa Loefgren). On a montré en laboratoire que ces graines s'avèrent viables.

## Étymologie
Epiphyllum vient du grec ancien: ἐπἰ sur et φύλλον feuille, fleur, plante, et signifie « sur la feuille ».
L'emploi du mot Epiphyllum comporte une erreur botanique puisque les tiges plates qui portent les fleurs ne sont pas des feuilles mais des tiges aplaties (cladode/phylloclade).

## Liste d'espèces
Selon ITIS (27 août 2015) :
- Epiphyllum anguliger (Lem.) G. Don ex Loudon
- Epiphyllum baueri Dorsch
- Epiphyllum cartagense (F.A.C. Weber) Britton & Rose
- Epiphyllum crenatum (Lindl.) G. Don
- Epiphyllum grandilobum (F.A.C. Weber) Britton & Rose
- Epiphyllum hookeri Haw.
- Epiphyllum laui Kimnach
- Epiphyllum lepidocarpum (F.A.C. Weber) Britton & Rose
- Epiphyllum oxypetalum (DC.) Haw.
- Epiphyllum phyllanthus (L.) Haw.
- Epiphyllum pumilum Britton & Rose
- Epiphyllum thomasianum (K. Schum.) Britton & Rose

Selon The Plant List (27 août 2015) :
- Epiphyllum anguliger (Lem.) G.Don
- Epiphyllum baueri Dorsch
- Epiphyllum cartagense (F.A.C.Weber) Britton & Rose
- Epiphyllum crenatum (Lindl.) G.Don
- Epiphyllum floribundum Kimnach
- Epiphyllum grandilobum (F.A.C.Weber) Britton & Rose
- Epiphyllum hookeri Haw.
- Epiphyllum laui Kimnach
- Epiphyllum lepidocarpum (F.A.C.Weber) Britton & Rose
- Epiphyllum macropterum (Lem.) Britton & Rose
- Epiphyllum oxypetalum (DC.) Haw.
- Epiphyllum phyllanthus (L.) Haw.
- Epiphyllum pumilum Britton & Rose
- Epiphyllum thomasianum (K.Schum.) Britton & Rose
- Epiphyllum trimetrale Croizat

Selon Tropicos (27 août 2015) (Attention liste brute contenant possiblement des synonymes) :
- Epiphyllum ackermannii Haw.
- Epiphyllum acuminatum K. Schum.
- Epiphyllum alatum (Sw.) Haw.
- Epiphyllum altensteinii Pfeiff.
- Epiphyllum anguliger (Lem.) G. Don
- Epiphyllum baueri R. Dorsch
- Epiphyllum biforme (Lindl.) G. Don
- Epiphyllum biformis (Lindl.) G. Don
- Epiphyllum bradei (Britton & Rose) Standl.
- Epiphyllum bridgesii Lem.
- Epiphyllum cartagense (F.A.C. Weber) Britton & Rose
- Epiphyllum caudatum Britton & Rose
- Epiphyllum caulorhizum (Lem.) D. Don
- Epiphyllum chrysocardium Alexander
- Epiphyllum columbiense (F.A.C. Weber) Dodson & A.H. Gentry
- Epiphyllum cooperi Clover
- Epiphyllum costaricense (F.A.C. Weber) Britton & Rose
- Epiphyllum crenatum (Lindl.) G. Don
- Epiphyllum crispatum Haw.
- Epiphyllum cruentum auct.
- Epiphyllum darrahii (K. Schum.) Britton & Rose
- Epiphyllum delicatum N.E. Br.
- Epiphyllum eichlamii (Weing.) L.O. Williams
- Epiphyllum floribundum Kimnach
- Epiphyllum gaertneri (Regel) K. Schum.
- Epiphyllum gaillardae Britton & Rose
- Epiphyllum gigas Woodson & Cutak
- Epiphyllum grande (Lem.) Britton & Rose
- Epiphyllum grandilobum (F.A.C. Weber) Britton & Rose
- Epiphyllum guatemalense Britton & Rose
- Epiphyllum hookeri Haw.
- Epiphyllum latifrons (Zucc. ex Pfeiff.) Pfeiff.
- Epiphyllum laui Kimnach
- Epiphyllum lepidocarpum (F.A.C. Weber) Britton & Rose
- Epiphyllum macrocarpum (F.A.C. Weber) Backeb.
- Epiphyllum macropterum (Lem.) Britton & Rose
- Epiphyllum nelsonii Britton & Rose
- Epiphyllum obovatum Engelm. ex K. Schum.
- Epiphyllum obtusangulus G. Lindb. ex K. Schum.
- Epiphyllum opuntioides Loefgr. & Dusén
- Epiphyllum oxypetalum (DC.) Haw.  - Epiphyllum à large feuille
- Epiphyllum phyllanthoides (DC.) Sweet
- Epiphyllum phyllanthus (L.) Haw.
- Epiphyllum pittieri (F.A.C. Weber) Britton & Rose
- Epiphyllum platycarpum Zucc.
- Epiphyllum pumilum Britton & Rose
- Epiphyllum purpusii F.M. Knuth
- Epiphyllum quezaltecum (Standl. & Steyerm.) L.O. Williams
- Epiphyllum rubrocoronatum (Kimnach) Dodson & A.H. Gentry
- Epiphyllum ruestii F.M. Knuth
- Epiphyllum russellianum Hook.
- Epiphyllum speciosum Haw.
- Epiphyllum stenopetalum (C.F. Först.) Britton & Rose
- Epiphyllum steyermarkii Croizat
- Epiphyllum strictum (Lem.) Britton & Rose
- Epiphyllum thomasianum (K. Schum.) Britton & Rose
- Epiphyllum trimetrale Croizat
- Epiphyllum truncatum Haw.
- Epiphyllum × buckleyi T. Moore

Selon World Register of Marine Species (27 août 2015) :
- Epiphyllum soliforme (Fauré-Frémiet, 1908) Lin, Song & Warren, 2005

## Les Epiphyllum hybrides
Les Epiphyllum sont des plantes de maison très appréciées, dont on produit de nombreux hybrides et cultivars. Ces hybrides portent également le nom d'Epiphyllum.
Epiphyllum crenatum, importée du Honduras en 1839 est la principale espèce d’Epiphyllum qui servira aux hybridations pour l'usage ornemental. Elle est essentiellement hybridée avec Disocactus phyllanthoides et Heliocereus speciosus (Disocactus speciosus).

## Synonymes
- Phyllocactus Link
- Phyllocereus Miq.

Le genre possède un homonyme, Epiphyllum Pfeiff., qui est un synonyme de Schlumbergera Lem.